# Idaea swinhoei
Idaea swinhoei là một loài bướm đêm trong họ Geometridae.